# Cytogenetica

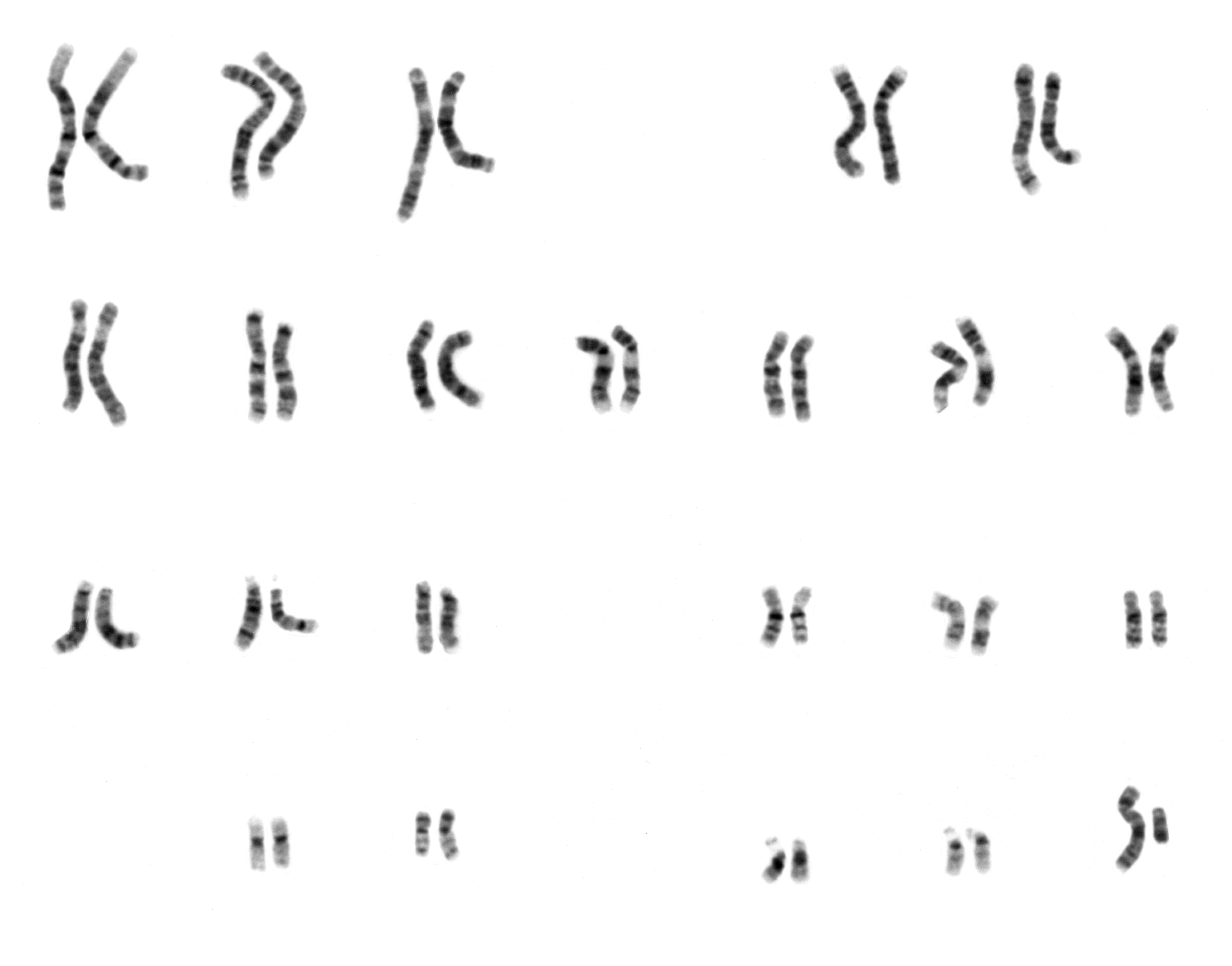
Klassieke metafasecytogenetica: een normaal mannelijk karyotype (46,XY)

De cytogenetica is het onderdeel van de genetica dat zich bezighoudt met de structuur en functie van cellen, meer in het bijzonder met de lokalisatie van chromosomen, de erfelijke eigenschappen in de celkern en de overdracht van erfelijk materiaal. Op deze manier kan bijvoorbeeld een ploïdiemutatie (verandering in het aantal chromosomen) worden vastgesteld. Zulk onderzoek is van belang voor onder anderen mensen met het syndroom van Down. Veelgebruikte technieken in de cytogenetica zijn fluorescentie-in-situhybridisatie (FISH) en vergelijkende genomische hybridisatie (CGH).

## Geschiedenis
Chromosomen werden in 1842 voor het eerst waargenomen door Karl Wilhelm von Nägeli. Hun gedrag in cellen van salamanders werd in 1882 voor het eerst beschreven door Walther Flemming, die tevens de ontdekker van mitose was. Heinrich Wilhelm Gottfried von Waldeyer-Hartz gaf aan de chromosomen hun naam.
Aan het begin van de 20e eeuw duidelijk was geworden dat het karyotype de drager van genen was, waarna het lang duurde voordat de vraag was beantwoord hoeveel chromosomen een normale diploïde menselijke cel bevatte. In 1912 stelde Hans von Winiwarter het aantal chromosomen vast op 47 in spermatogonia en 48 in oögonia. In 1922 Theophilus Painter twijfelde echter of dit eerste getal 46 of 48 moest zijn. Hij kwam uiteindelijk op 48. Pas midden jaren 50 werd algemeen geaccepteerd dat het karyotype van de man slechts 46 chromosomen bevatte (bij hominidae ligt dit aantal daarentegen op 48).
Eind jaren 1960 werd door Torbjörn Caspersson een chemische kleurentechniek ontwikkeld (Q-bandering) waarmee de unieke horizontale banderingspatronen voor elk chromosomenpaar van gelijke grootte konden worden onderscheiden. Eind jaren 1970 kwam ook de G-bandering op waarmee bandpatronen konden worden gevisualiseerd met behulp van een helderveld-microscoop.

## Toepassingen
Dankzij de cytogenetica kon de oorzaak van een aantal aandoeningen al snel worden gerelateerd aan chromosomale afwijkingen of een afwijkend aantal chromosomen (in het geval van het syndroom van Down bleek dit bijvoorbeeld trisomie 21 te zijn). Daarnaast komt trisomie 13 overeen met het syndroom van Patau en trisomie 18 met het syndroom van Edwards. Een persoon met monosomie ofwel slechts één geslachtschromosoom (X) heeft het syndroom van Turner, terwijl het hebben van 47 XXY-chromosomen bekendstaat als het syndroom van Klinefelter. 
In 1960 ontdekten Peter Nowell en David Hungerford een klein afwijkend chromosoom in de witte bloedcellen van patiënten met chronische myeloïde leukemie, waaraan ze de naam Philadelphiachromosoom gaven. 13 jaar later toonde Janet Rowley aan dat dit chromosoom het resultaat was van een translocatie tussen de chromosomen 9 en 22.